# نظام ضوئي

التفاعل المعتمد على الضوء من التركيب الضوئي في غشاء ثايلاكويد

النُظم الضوئية (بالإنجليزية:photosystems)
هي وحدات وظيفية وبنيوية لمعقدات بروتينية تشارك في عملية التمثيل الضوئي، واللذان (النظام الأول والثاني) يُنفذان معاً الكيمياء الضوئية الأولية لعملية التمثيل الضوئي: أي امتصاص الضوء ونقل الطاقة والإلكترونات. تتواجد الأنظمة الضوئية في أغشية الثايلاكويد للنباتات والطحالب والبكتيريا الزرقاء. تقع في البلاستيدات الخضراء الموجودة في النباتات والطحالب، وفي الغشاء الخلوي للبكتيريا الضوئية.هناك نوعان من النُظم الضوئية: IIو I

## مراكز التفاعل
يقع مركز التفاعل في قلب النظام الضوئي، وهو إنزيم يستخدم الضوء لاختزال الجزيئات (يزود بالإلكترونات). يحيط مركز التفاعل هذا بمعقدات حصاد الضوء التي تعزز من امتصاص الضوء.
توجد عائلتان من مراكز التفاعل في الأنظمة الضوئية:
1) مراكز تفاعل من النوع الأول (مثل النظام الضوئي الأول (P700) في البلاستيدات الخضراء وفي بكتيريا الكبريت الأخضر)
2) مراكز التفاعل من النوع الثاني (مثل النظام الضوئي الثاني (P680) في البلاستيدات الخضراء والبكتيريا الأرجوانية الغير كبرتية.
يمكن التعرف على كل نظام ضوئي بطول موجة الضوء التي يكون فيها أكثر فعالية: (700 و 680 نانومتر، على التوالي لكل من PSI ونظام ضوئي ثاني في البلاستيدات الخضراء)، وكذلك كمية ونوع معقد حصاد الضوء الحالي ونوع متقبل الإلكترون الطرفي المستخدم.

## بنية
يحتوي مركز التفاعل على عدة (> 24 أو> 33) وحدة بروتين، التي توفر سقالة لسلسلة من العوامل المساعدة. يمكن أن تكون العوامل المساعدة أصباغًا (مثل الكلوروفيل والفيوفيتين والكاروتينات) أو الكينونات(quinones) أو مجموعات الكبريت-الحديد.

## العلاقة بين النظام الضوئي الأول والثاني
لحدوث عملية التركيب الضوئي الأكسجيني، كلا النظامين الضوئيين الأول والثاني مطلوبان. التركيب الضوئي يمكن أن يقوم به كل من النباتات والبكتيريا الزرقاء، ويعتقد أن البكتيريا الزرقاء هي سلالات من البلاستيدات الخضراء المحتوية على نظام ضوئي من حقيقيات النوى. يكون للبكتريا الضوئية التي لا تستطيع إنتاج الأكسجين نظام ضوئي واحد مماثل لأي منهما.
عندما يمتص النظام الضوئي الثاني الضوء، فإن الإلكترونات الموجودة في الكلوروفيل في مركز التفاعل تصبح «مُثارة» لمستوى طاقة أعلى وتحاصرها آخذات الإلكترون الأولية.
تنتقل الإلكترونات المُثارة ضوئيًا عبر معقد السيتوكروم (Cytochrome b6f complex)إلى النظام الضوئي الأول(I)عبر سلسلة نقل إلكترونية تقع في غشاء الثايلاكويد. 
يتم استخدام الطاقة هذه (العملية بِكاملها تسمى التناضح الكيميائي)، لنقل الهيدروجين (H +) عبر الغشاء إلى تجويف الثايلاكويد، لتوفير فرق محتمل في الطاقة بين مساحة تجويف الثايلاكويد والستروما (سدى) البلاستيدات الخضراء، الذي يصل إلى قوة البروتون الدافع التي يمكن استخدامها لتوليد ATP. يتم نقل البروتونات بواسطة البلاستوكينون.إذا مرت الإلكترونات مرة واحدة فقط، فإن العملية تسمى الفسفرة الضوئية غير الدورية (non-cyclic).
عندما يصل الإلكترون إلى النظام الضوئي الأول، فإنه يملأ العجز الإلكتروني في الكلوروفيل في مركز التفاعل في النظام الضوئي الأول. يتم اصطناع ATP عندما ينقل الأيه تي بي سينثاز البروتونات الموجودة من التجويف إلى الستروما (سدى) عبر الغشاء. قد تستمر الإلكترونات في الانتقال عبر الإلكترون الدوري حول نظام ضوئي أول أو المرور عبر ال ferredoxinx إلى إنزيم NADP+ reductase.
تضاف الإلكترونات وأيونات الهيدروجين إلى NADP + لتشكيل NADPH. يتم نقل عامل الاختزال هذا إلى دورة كالفن لتتفاعل مع حمض 3-فوسفوغليسيريك، إلى جانب ATP لتشكيل فوسفوجليسرالدهيد، المادة الأساسية التي يمكن أن تجعل منها النباتات مجموعة متنوعة من المواد.

## روابط خارجية
- Photosystems I + II: Imperial College، Barber Group
- Photosystem I: جزيء الشهر في بنك بيانات البروتين
- Photosystem II: جزيء الشهر في بنك بيانات البروتين
- Photosystem II: ANU
- Superfamily » 1.1.002. Photosystems (7 families) - Orientations of Proteins in Membranes (OPM) database على موقع واي باك مشين (نسخة محفوظة Oct 13, 2017) من البروتينات في الأغشية Superfamily » 1.1.002. Photosystems (7 families) - Orientations of Proteins in Membranes (OPM) database على موقع واي باك مشين (نسخة محفوظة Oct 13, 2017) Superfamily » 1.1.002. Photosystems (7 families) - Orientations of Proteins in Membranes (OPM) database على موقع واي باك مشين (نسخة محفوظة Oct 13, 2017) Superfamily » 1.1.002. Photosystems (7 families) - Orientations of Proteins in Membranes (OPM) database على موقع واي باك مشين (نسخة محفوظة Oct 13, 2017) - المواقع المكانية المحسوبة لمراكز التفاعل الضوئي والأنظمة الضوئية في الغشاء
- Rutherford AW, Faller P (يناير 2003). "Photosystem II: evolutionary perspectives". Philos. Trans. R. Soc. Lond. B Biol. Sci. ج. 358 ع. 1429: 245–53. DOI:10.1098/rstb.2002.1186. PMC:1693113. PMID:12594932.